# Sukomoro (plaats in Magetan)
Sukomoro is een bestuurslaag in het regentschap Magetan van de provincie Oost-Java, Indonesië. Sukomoro telt 1924 inwoners (volkstelling 2010).